# Vazha Tarkhnishvili
Vazha Tarkhnishvili est un footballeur géorgien né le 25 août 1971 à Gori.

## Carrière
- 1990 :  Kartli Goris Raioni
- 1991-1998 :  Dila Gori
- 1998-1999 :  Lokomotiv Tbilissi
- Depuis 1999 :  FC Sheriff Tiraspol[1]

## Sélection nationale
Vazha Tarkhnishvili a évolué à deux reprises avec l'équipe de Géorgie de football entre 1998 et 1999.

## Palmarès
- Champion de Moldavie en 2001, 2002, 2003, 2004, 2005, 2006, 2007, 2008, 2009, 2010 et 2012

- Vainqueur de la Coupe de Moldavie en 2001, 2002, 2006, 2008, 2009 et 2010.

- Vainqueur de la Supercoupe de Moldavie en 2004, 2005 et 2007.

- Vainqueur de la Coupe de la CEI en 2003, 2009